# إل جي جي باد 10.1
إل جي جي باد 10.1 (بالإنجليزية: LG G Pad 10.1)‏ هو حاسوب لوحي من إل جي أليكترونيكس يعمل بنظام أندرويد تم الكشف عنه في 13 مايو 2014، تم طرحه في الأسواق في يوليو 2014.

## الخصائص
- نظام التشغيل: أندرويد
- الكاميرا الأمامية: 1.3 ميجابكسل
- الكاميرا الخلفية: 5 ميجابكسل
- الوزن: 523 غ (1.153 رطل)
- المعالج: 1.2 جيجا هرتز رباعي النواة
- الذاكرة: 1 جيجابايت
- التخزين: 64 جيجابايت